# Rokkasho
Rokkasho (六ヶ所村, Rokkasho-mura) est un village situé dans le district de Kamikita (préfecture d'Aomori), au Japon.

## Géographie

### Situation

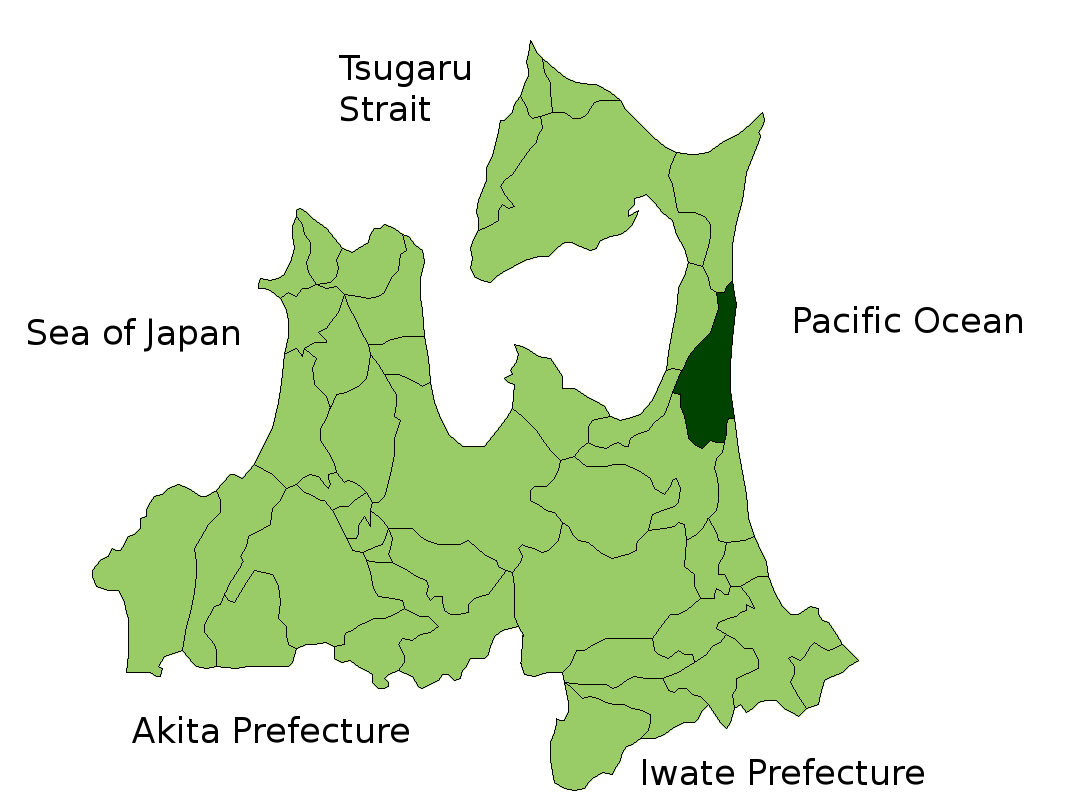
Carte de la préfecture d'Aomori avec le village de Rokkasho mis en évidence.

Le village de Rokkasho est situé sur la côte est de la péninsule de Shimokita (préfecture d'Aomori), au Japon. Il a pour municipalités voisines le bourg de Yokohama au nord-ouest, le village de Higashidōri au nord, la ville de Misawa au sud-est, le bourg de Tōhoku au sud-ouest et le bourg de Noheji à l'ouest.

### Démographie
Rokkasho comptait 10 783 habitants lors du recensement du 30 avril 2014.